# Erna Walter
Erna Walter (* 11. August 1893 in Bonn; † 2. Januar 1992) war eine deutsche Botanikerin.
Die Tochter des Botanikers Heinrich Schenck studierte Botanik, Physik und Chemie in Darmstadt und Heidelberg. Sie wurde 1918 bei Georg Albrecht Klebs an der Universität Heidelberg promoviert.
Anschließend war sie wissenschaftliche Assistentin am Botanischen Institut der Universität Heidelberg bei Ludwig Jost sowie Hospitantin an der Biologischen Reichsanstalt in Berlin-Dahlem. Weiter war sie Assistentin an der Zuckerfabrik Klein Wanzleben und an der Weinbauschule in Oppenheim am Rhein.
1924 heiratete sie den Geobotaniker Heinrich Walter. Mit diesem zusammen unternahm sie zahlreiche Forschungsreisen, bei denen sie sich insbesondere den Flechten und Moosen widmete. Sie hatte einen großen Anteil an den Forschungsergebnissen ihres Mannes.
Ihre Pflanzenfunde sind im Herbarium München aufbewahrt. Es enthält unter anderem Moose und Flechten aus Argentinien, Australien, Chile, Deutschland, Finnland, Frankreich, Griechenland, Italien, Jugoslawien, Kanada, Namibia, Neuseeland, Norwegen, Österreich, Spanien, Südafrika, Schweden, der Schweiz, aus der Türkei, von den Britischen Inseln sowie aus Venezuela.